# Sytuacja prawna i społeczna osób LGBT w Rumunii

## Prawo wobec kontaktów homoseksualnych
Kontakty homoseksualne zostały zalegalizowane w Rumunii w 1996 roku pod naciskiem Rady Europy i Unii Europejskiej, jednak w dalszym ciągu pozostał niezmieniony Artykuł 200, na mocy którego „kontakty seksualne pomiędzy osobami tej samej płci popełnione publicznie lub prowadzące do publicznego skandalu” były karalne od 1 do 5 lat więzienia przy braku podobnego artykułu odnośnie do kontaktów heteroseksualnych. W 2001, pomimo sprzeciwu przedstawicieli Cerkwi prawosławnej oraz Kościoła katolickiego, wszelkie przepisy prawa, którym zarzucano dyskryminację mniejszości seksualnych, zostały usunięte. W 2002 roku zrównano ze sobą wiek osób legalnie dopuszczających się kontaktów homo- i heteroseksualnych – wynosi on 15 lat (był to jeden z warunków, bez którego Rumunia nie zostałaby przyjęta do Unii Europejskiej).

## Ochrona prawna przed dyskryminacją
Ogólnokrajowa
Rumuńskie prawo gwarantuje ogólny zakaz dyskryminacji przez wzgląd na orientację seksualną. Został on zawarty w kodeksie karnym i obejmuje różne dziedziny życia, w tym miejsce pracy. Przepisy te obowiązują w kraju od 2002. Geje nie są wykluczeni ze służby wojskowej z powodu swojej orientacji seksualnej.
Partie polityczne liberalne i lewicowe są przychylne równouprawnieniu gejów i lesbijek, a partie prawicowe są mu przeciwne. George Becali, lider partii Noua Generaţie (Nowa Generacja) w 2007 roku stwierdził, że w przypadku wygranej prezydentury zamknąłby wszystkie kluby gejowskie, a osoby homoseksualne odizolował ze społeczeństwa.
Azyl
Rumuńskie przepisy prawne nie przyznają osobom homoseksualnym prawa do ubiegania się o azyl polityczny z powodu prześladowań przez wzgląd na orientację seksualną we własnym kraju.

## Uznanie związków osób tej samej płci
Na szczeblu unijnym
Trybunał Sprawiedliwości Unii Europejskiej w 2018 roku orzekł, że Rumunia nie może odmówić prawa pobytu obywatelowi amerykańskiemu pozostającemu w jednopłciowym związku małżeńskim z obywatelem rumuńskim; mimo że ich małżeństwo nie jest uznawane przez prawo krajowe, to miejscowe władze muszą traktować te osoby jako małżonków na potrzeby stosowania zasady swobodnego przepływu osób. Ekspertyza wykonana na potrzeby Parlamentu Europejskiego w 2021 wykazała, że Rumunia nie zastosowała się do wyroku.
Krajowe
W rumuńskim ustawodawstwie nie istnieje żadna prawna forma uznania związków jednopłciowych.
Nowo wybrany prezydent Rumunii – Traian Băsescu (PD) jeszcze przed wyborami zadeklarował, że jeśli je wygra, to może zalegalizować małżeństwa osób tej samej płci oraz adopcję dzieci przez pary homoseksualne. Gdyby prezydent spełnił swoje obietnice, byłby to pierwszy kraj w większości prawosławny (87% populacji Rumunii wyznaje prawosławie), który zalegalizowałby małżeństwa homoseksualne.

## Życie osóbLGBTw kraju
Według sondażu British Council przeprowadzonego we wrześniu 2006 roku wśród młodych Rumunów (w wieku 15–25 lat), 39,1% było zdania, iż prawa LGBT w kraju należy rozszerzyć, 35,9% twierdziło, iż aktualna sytuacja prawna jest satysfakcjonująca, a 15,6%, że osoby LGBT mają za dużo praw.
Kolejny sondaż, przeprowadzony w 2007 roku, wykazał, że 34% Rumunów uważa, iż osoby homoseksualne powinny być akceptowane jak wszyscy inni, 52% nie zgadza się z tym stwierdzeniem, a 15% nie ma zdania na ten temat. Sondaż ten wykazał także, że wśród mieszkańców miast i osób z wyższym wykształceniem tolerancja wobec mniejszości seksualnych jest nieco większa od średniej.
Według sondażu Eurobarometr wykonanego na zlecenie UE w 2006 roku, 11% Rumunów popiera legalizację małżeństw homoseksualnych, a 8% nadanie praw adopcyjnych dla osób tej samej płci.
Według innych badań, 40% Rumunów deklaruje, iż „homoseksualiści powinni wyprowadzić się za granicę”. Większość respondentów prezentujących powyższy pogląd przyznaje jednocześnie, iż nigdy w życiu nie spotkała pary gejowskiej bądź lesbijskiej.
W 2006 roku wydarzył się w kraju szeroko nagłośniony incydent poniżania nastoletnich gejów przez policję.
W Rumunii istnieje średniej wielkości scena gejowska, jej centrum jest Bukareszt. W mieście znajduje się kilka lokali (puby, bary, dyskoteki, sauny itp.) gejowskich lub gay-friendly. Ponadto w największych miastach istnieje przynajmniej jeden lokal gay-friendly – przychylnie nastawiony na klientelę gejów i lesbijek.
Wydawane są tam publikacje, działa kilka organizacji zajmujących się niesieniem pomocy przedstawicielom LGBT i walką z prześladowaniem czy o równouprawnienie. W 2005 ulicami Bukaresztu przeszła pierwsza w tym kraju parada homoseksualistów (gay pride parade), wzięło w niej udział 500 osób. Władze Bukaresztu początkowo zakazały manifestacji i dopiero po interwencji prezydenta wydały na nią zgodę.